# Diözesanmuseum Jaca

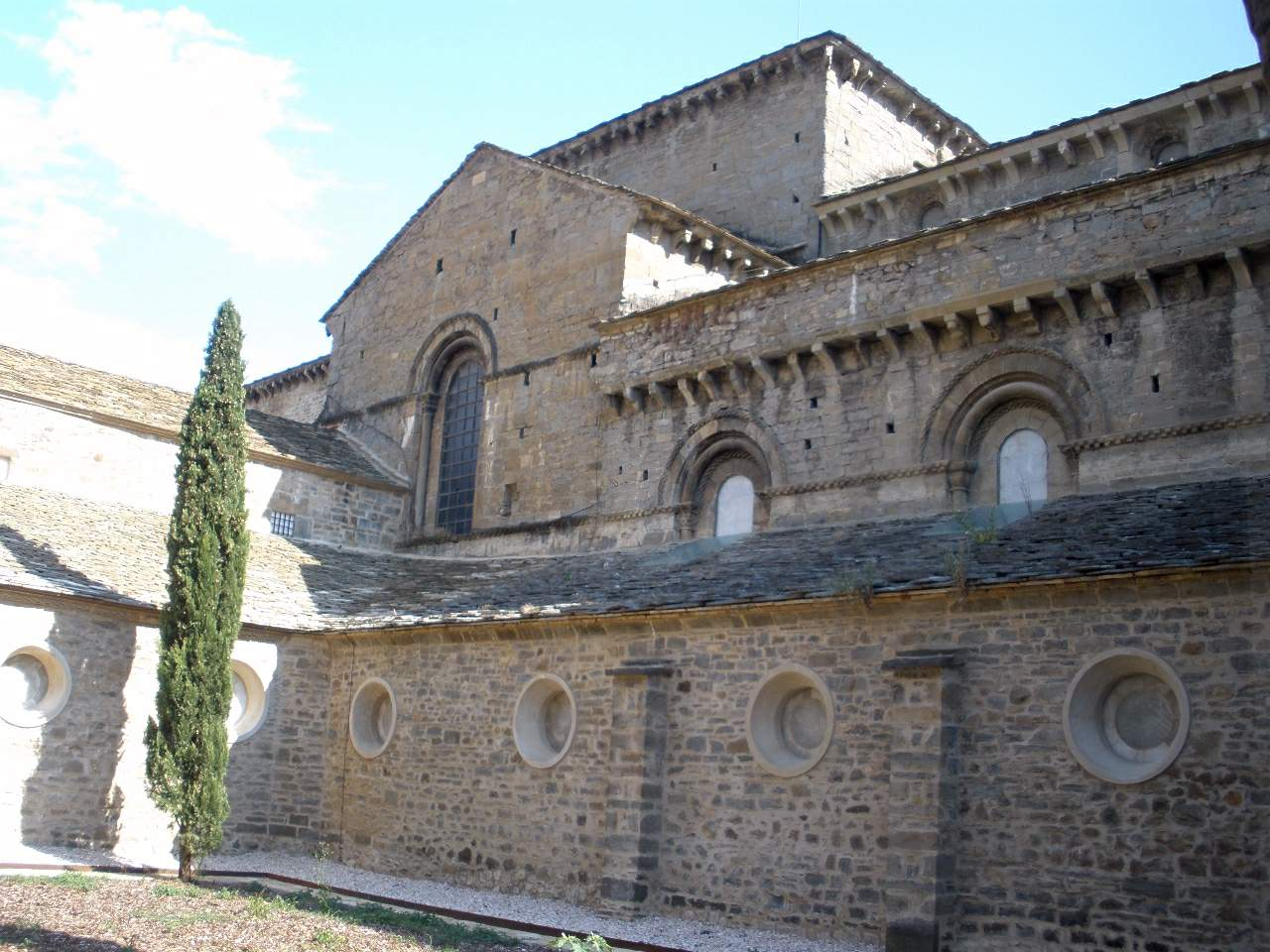
Diözesanmuseum Jaca

Das Diözesanmuseum Jaca (spanisch Museo Diocesano de Jaca) ist das Museum für mittelalterliche religiöse Kunst des Bistums Jaca in der spanischen Stadt Jaca in der Provinz Huesca (Aragonien).

## Geschichte
Das Diözesanmuseum wurde 1970 eröffnet. 2003 wurde es geschlossen, um eine umfassende Renovierung der Gebäude und die moderne Präsentation der Kunstwerke zu gewährleisten. Die Wiedereröffnung erfolgte 2010.

## Ausstellung
Im Museum, das in den Nebengebäuden der Kathedrale von Jaca untergebracht ist (in der Kapelle Santa Cruz, dem Kreuzgang und dem Refektorium), werden mittelalterliche Wandmalereien  der Diözesankirchen ausgestellt. Diese romanischen und gotischen Werke wurden in den 1960er und 1970er Jahren aus den Kirchen abgenommen und nach ihrer Restaurierung im Museum präsentiert. Es werden ebenso romanische Kapitelle, Grabinschriften und Objekte religiöser Kunst ausgestellt.